# Альфонсо Диего Лопес де Суньига-и-Мендоса
Альфонсо Диего Лопес де Суньига Гусман Сотомайор-и-Мендоса (исп. Alfonso Diego López de Zúñiga Guzmán Sotomayor y Mendoza; 11 февраля 1621, Бехар — 1 августа 1660, Мадрид) — испанский дворянин из дома Суньига, 8-й герцог де Бехар, 8-й герцог Пласенсия, 4-й герцог Мандас-и-Вильянуэва, 9-й маркиз де Хибралеон, 4-й маркиз де Терранова, 10-й граф де Белалькасар, 9-й граф де Баньярес, 12-й виконт Пуэбла-де-Алькосер, главный судья и потомственный главный шериф Кастилии, первый рыцарь Королевства, генерал-капитан границ Кастилии, Эстремадуры и побережья Андалусии, кавалер ордена Золотого руна.

## Биография
Родился 11 февраля 1621 года в Бехаре. Старший сын Франсиско Диего Лопес де Суньига Гусман-и-Сотомайора (1596—1636), 7-го герцога Бехар и 7-го герцога Пласенсия, 8-го маркиза Хибралеон, 9-го графа Белалькасар, 8-го графа Баньярес, 11-го виконт Пуэбла-де-Алькосер (1619—1636), и его жена Анны де Мендоса де ла Вега-и-Луна (1595—1629), 3-й герцогини Мандас-и-Вильянуэва, 3-й маркизы Терранова (1624—1629).
В январе 1637 года он женился на своей двоюродной сестре Виктории Понсе де Леон, дочери Родриго Понсе де Леона, 4-го герцога Аркос (1602—1658), и его жены Анны де Кордова-и-Арагон. Папа римский Урбан VII буллой от 13 апреля 1627 года дает ему разрешение из-за возрасти и кровного родства для брака с Викторией Понсе де Леон. Родители Франсиско Диего и Виктории подписали брачные соглашения (залог и приданое) 16 ноября 1636 года. Король Фелипе IV поздравил его со свадьбой письмом от января 1637 года, написанным в Мадриде. У него не было наследства в браке, поэтому его наследовал его младший брат, Хуан Мануэль де Суньига Сотомайор-и-Мендоса. Его жена умерла в 1665 году.
Король Испании Филипп IV пожаловал герцога кавалером Ордена Золотого руна 31 июля 1656 года, а 4 августа 1657 года произошло вручение Ордена Золотого руна в Мадриде

## На службе у короля Испании Филиппа IV
Герцог Алонсо Диего письмом от 2 ноября 1636 года уведомил короля Фелипе IV о смерти его отца Франсиско Диего, 7-го герцога Бехара-и-Пласенсии, а письмом от 9 декабря просил его подтвердить назначение опекуном Хуана де Чавеса Мендосу. Король Фелипе IV назначил его 29 октября 1637 года генерал-капитаном Эстремадуры, как и его отца Франсиско Диего. В приложенном меморандуме король защищает назначение Алонсо Диего, несмотря на то, что он несовершеннолетний, так что его достоинство также будет учитывать титул герцога и вельможи Испании. Герцог Алонсо Диего в письме от 3 декабря 1638 года королю Филиппу IV сообщает ему, что, несмотря на то, насколько обнищал его дом из-за постоянных налогов, взимаемых его отцом, Франсиско Диего, 7-м герцогом Бехаром, ему придется внести новый налог, который приказывает король. Реальный доход поместий герцога Алонсо Диего упал до 22,8 % в период с 1635 по 1642 год. Взносы (добровольные пожертвования) на оборону, сделанные герцогом Алонсо Диего в 1640 году, достигли 250 000 дукатов. Письмом от 11 августа 1647 года король Филипп IV извещает его о свадьбе с эрцгерцогиней Марианной Австрийской. Король Фелипе IV письмом от 14 декабря 1657 года сообщает ему о рождении инфанта Фелипе.

### Португальская война
Король Филипп IV в письмах (с автографами и печатями), написанных в Мадриде с октября по декабрь 1637 года, докладывает герцогу Алонсо Диего, своему генерал-капитану Эстремадуры, о различных стратегических аспектах, связанных с беспорядками в Португалии. 14 декабря 1640 года в королевстве Португалия вспыхнуло восстание против правительства вице-короля Маргариты Савойской, внучки короля Испании Фелипе II, которая была взята под стражу, Мигель де Васконселуш был убит, а герцог Браганса провозглашен новым королем Португалии. Позже восстание переросло в войну против Испании, чтобы добиться отделения Португалии. Герцог Алонсо Диего в качестве генерал-капитана Эстремадуры и границ с Португалией приказал в начале 1641 года зарегистрировать годных к военной службе жителей соседних городов Португалии старше 18 лет, а также оружие, которое они владели. Он приказал коррехидору Пуэбла-де-Алькосер, 27 февраля выставить охрану на дорогах и провести инвентаризацию оружия в Фуэнлабрада-де-лос-Монтес, Бадахос, а 2 марта он приказывает поставить стражу у ворот и дорог Таларрубиаса и зарегистрировать жителей и имеющееся у них оружие. Герцог Алонсо Диего заказал выставку и приказал зарегистрировать жителей в Вильянуэва-дель-Маркес, которая проводилась с 17 по 18 февраля 1641 года.
Мануэль де Суньига Асеведо-и-Фонсека, 6-й граф Монтеррей, был назначен в феврале 1641 года генерал-лейтенантом армий во время восстания в Португалии. Его назначение не понравилось грандам. Фернандо Альварес де Толедо, 6-й герцог Альба, у которого были свои солдаты на границе с Португалией, в ярости вернулся домой, отказавшись служить графу Монтеррею в качестве подчиненного. За ним последовали Алонсо Диего Лопес де Суньига (8-й герцог де Бехар), Гаспар Перес де Гусман (9-й герцог Медина-Сидония), Хуан Луис де ла Серда (7-й герцог Мединасели) и Родриго Понсе де Леон (4-й герцог Аркос) также отказались ему подчиняться. Герцог Алонсо Диего отдает отчет, датированный 13 июня 1656 года, королю Филиппу IV о нападении на Бадахос, которое потерпела испанская армия под его командованием. В Национальном историческом архиве сохранилась документация герцога Алонсо Диего, связанная с войной в Португалии, относящаяся к 1656—1659 годам, среди них указы и распоряжения короля Фелипе IV, отношения расходов и военных взносов.

### Каталонское восстание
11 июня 1639 года французская армия вошла в Руссильон и осадила крепость Салтес, начав тем самым вооруженное восстание Каталонии, чтобы княжество стало республикой под защитой Франции. Письмами от 16 марта и 10 июня 1642 года король Фелипе IV сообщил герцогу Алонсо Диего о своем решении отправиться в поход на Каталонию и приказал ему помочь ему. Письмом от 6 мая 1642 года он сообщил ему о потере Колибре, Жирона, и о своем решении лично разместиться на границе Арагона. Королевским указом от 3 июля 1643 года Филипп IV попросил герцога Алонсо Диего сопровождать его в поездке в Арагон. В письме от 4 июня 1644 года, написанном во Фраге, Уэска, он сообщает ему, что после победы при Лериде ему не обязательно следовать за ним, а скорее быть готовым на случай, если его войска потребуются где-то еще на границе. Письмом, написанным в Сарагосе 17 сентября 1644 года, Фелипе IV сообщил ему, что перед лицом попытки вторжения через границу Эстремадуры он должен отправиться со своими войсками в Сьюдад-Родриго, провинция Саламанка, чтобы помочь защитить её. Барселона сдалась 11 октября 1652 года, Каталония вернулась в 1653 году в подчинение короля. Пиренейский мирный договор, подписанный 7 ноября 1659 года между Францией и Испанией, ратифицировал статус-кво границы.

## Наследование титулов
После смерти своей матери Анны де Мендоса в январе 1629 года Алонсо Диего унаследовал её титулы, став 4-м герцогом Мандас-и-Вильянуэва, 4-м маркизом Терранова и преемником четырех наследственных поместий Мендосы. После смерти своего отца Франсиско Диего в 1636 году он стал его преемником в возрасте 15 лет, унаследовал титулы и поместья своего дома и стал 8-м герцогом Бехара и Пласенсии. Во время несовершеннолетия Алонсо Диего и его младших братьев, сыновей от первого брака, Хуан де Чавес Мендоса был назначен хранителем и опекуном по завещанию в 1637 году. Хуан де Чавес Мендоса, как наставник и куратор, дает инструкции актом от 5 июня 1637 года, чтобы герцог Алонсо Диего и его младшие братья отправились учиться в Саламанку; с указанием того, каким должен быть дом, прислуга, жалованье, расходы на питание и т. д. По прибытии в Бехар, провинция Саламанка, в сопровождении своей мачехи, овдовевшей герцогини Франциски Пачеко, и по случаю начала самостоятельного правления в городе 19 сентября 1638 года заключенные были освобождены из тюрьмы.
Королевским постановлением Филипп IV от 2 декабря 1638 года предоставляет ему лицензию на управление своими доходами и имениями без необходимости вмешательства куратора, так как ему скоро исполнится 18 лет и он будет женат. 27 июля 1639 года герцог Алонсо Диего, уже женатый и 18-летний, назначается воспитателем и попечителем своих младших братьев. В 1638 году он получил тело своего младшего брата Франсиско Фелипе, капитана кавалерии, погибшего во Фландрии, чтобы договориться о его доставке в Пласенсию для захоронения.